# Марченко, Нина Яковлевна
Нина Яковлевна Марченко (род. 15 октября 1940, Ленинград) — украинская и советская художница, член Союза художников Украины (с 1973), заслуженный художник УССР (с 1976).
В 1959—1965 годах обучалась в Киевском художественном институте. Ученица в С. А. Григорьева.

## Избранные работы
- Возвращенное детство (1965) — дипломная работа, посвященная детям Бухенвальда
- Студенты-медики (1968),
- Никто не забыт (1970),
- На праздник (1972),
- Материнские думы (1971—72),
- Народные мастера (1972—75),
- Мир. Конец войны (1975—76),
- Память (1985),
- Освященные яблоки (1987),
- Ждала мать сына (1988),
- Новая жизнь (1992),
- Теплый вечер (1994),
- Бабушкин хлеб (1995).

Картины Н. Марченко находятся в картинных галереях США, Франции, Чехии, Болгарии, Австрии, России, Украины.